# Чемпионат СССР по хоккею с шайбой 1946/1947 (составы)
Составы команд, участвовавших в чемпионате СССР по хоккею с шайбой 1946/47.

## 1. «Динамо» Москва
- вр Степанов, Михаил Иосифович
- вр Ухмылов, Михаил Иванович
- защ Бочарников, Борис Михайлович
- защ Комаров, Василий Иванович
- защ Толмачёв, Олег Васильевич
- нап Блинков, Всеволод Константинович
- нап Медведев, Николай Сергеевич
- нап Поставнин, Николай Васильевич (к)
- нап Соловьёв, Сергей Александрович
- нап Трофимов, Василий Дмитриевич
- нап Чернышёв, Аркадий Иванович
- нап Якушин, Михаил Иосифович
- Старший тренер: Аркадий Чернышёв

## 2. ЦДКА
- вр Григорьев, Валентин Николаевич
- вр Петров, Дмитрий Петрович
- защ Виноградов, Александр Николаевич
- защ Коротков, Павел Михайлович (к)
- защ Никаноров, Владимир Николаевич
- нап Бабич, Евгений Макарович
- нап Бобров, Всеволод Михайлович
- нап Веневцев, Владимир Георгиевич
- нап Гусев, Анатолий Михайлович
- нап Зенкин, Петр Григорьевич
- нап Меньшиков, Владимир Александрович
- нап Рябов, Сергей Васильевич
- нап Старовойтов, Андрей Васильевич
- нап Степанов, Леонид Николаевич
- Старший тренер: Павел Коротков

## 3. «Спартак» Москва
- вр Белянчиков, Глеб Павлович
- вр Гранаткин, Валентин Александрович
- защ Морозов, Николай Петрович
- защ Соколов, Борис Павлович
- защ Соколов, Виктор Иванович (к)
- нап Глазков, Георгий Фёдорович
- нап Дементьев, Николай Тимофеевич
- нап Захаров, Валентин Алексеевич
- нап Зикмунд, Зденек-Иосиф Альбертович
- нап Квасников, Александр Иванович
- нап Новиков, Иван Захарович
- нап Сеглин, Анатолий Владимирович
- нап Тимаков, Олег Михайлович
- Старший тренер: Александр Игумнов

## 4. «Динамо» Рига
- вр Лапайнис, Роберт
- вр Меллупс, Харий Артурович
- защ Витолиньш, Харий Юрьевич (к)
- защ Кестерис, Николайс
- защ Пакалнс, Роберт
- нап Баурис, Элмар Алфредович
- нап Егерс, Альфонс Фрицевич
- нап Зильпаушс, Лаймонис
- нап Клавс, Эдгарс Валдемарович
- нап Петерсонс, Арвид Мартиньшович
- нап Петерсонс, Мартиньш Мартиньшович
- нап Шульманис, Роберт Вилисович
- Старший тренер: Янис Добелис, Эдгарс Клавс

## 5. ВВС МВО
- вр Воронин, Евгений Фёдорович
- вр Коваленко, Леонид
- защ Воронин, Евгений Николаевич
- защ Леонов, Виктор Александрович
- защ Чаплинский, Андрей Михайлович
- нап Артемьев, Валентин Иванович
- нап Архипов, Анатолий Семёнович
- нап Афонькин, Александр Николаевич
- нап Жибуртович, Юрий Николаевич
- нап Кулагин, Борис Павлович
- нап Моисеев, Александр Петрович
- нап Стриганов, Александр Гаврилович
- нап Тарасов, Анатолий Владимирович
- нап Тарасов, Юрий Владимирович
- Старший тренер: Анатолий Тарасов

## 6. «Водник»
- вр Белобржек, Носин Шиевич
- вр Иванов, Иван Николаевич
- защ Кочуров, Андрей Александрович
- защ Малков, Василий Михайлович
- защ Скворцов, Анатолий Дмитриевич (к)
- защ Шарыпов, Борис Афанасьевич
- нап Залесов, Анатолий Максимович
- нап Куликов, Иван Александрович
- нап Полудницын, Анатолий Ильич
- нап Пушкин, Анисим Михайлович
- нап Хабаров, Владимир Ильич
- нап Ядовин, Николай Фёдорович
- нап Яковлев, Дмитрий Иванович
- Тренерский совет: Иван Куликов, Василий Малков, Анатолий Скворцов

## 7. Команда города Каунаса
- вр Багдонавичюс, Мечисловас
- вр Григалаускас, Юозас
- вр Скальскис, Стасис Вацлово
- защ Астраускас, Юргис
- защ Багдонавичюс, С.
- защ Кузьмицкас, Антанас Юргевич
- нап Бальчюнас, Б. И.
- нап Бурсявичюс, В.
- нап Ганусаускас, Зенонас Аполинарас
- нап Данилявичюс, Владас
- нап Илгунас, Витаутас Йонасович
- нап Люткявичюс, А. А.
- нап Микалаускас, Степонас
- нап Пимпис, Юозас
- Старший тренер: Зенонас Ганусаускас, Юозас Пимпис

## 8. ДО Свердловск
- вр Кузнецов, Вадим Михайлович
- вр Маскинский, Александр Степанович
- вр Назаров
- защ Вьюхин, Николай Степанович
- защ Коптелов, Феоктист Александрович
- защ Крачевский, Иван Яковлевич
- защ Листочкин, Владимир Иванович
- нап Балдин, Иван Иванович
- нап Борцов, Николай Тимофеевич
- нап Валеев, Рифгат
- нап Логинов, Георгий Михайлович
- нап Новиков, Александр Владимирович
- нап Носов, Виктор
- нап Смирнов, Юрий Сергеевич
- нап Шилов, Валентин
- Старший тренер: Михаил Созинов

## 9. ДО Ленинград
- вр Аракчеев, Николай Григорьевич
- вр Солдатенков, Василий Александрович
- защ Баскаков, Азарий Александрович
- защ Понугаев, Владимир Гаврилович (к)
- защ Северов, Сергей Александрович
- нап Богданов, Алексей Михайлович
- нап Ваганов, В.
- нап Вешняков, А.
- нап Дмитриев, Геннадий Михайлович
- нап Михайлуца, Николай Николаевич
- нап Туманов, Константин Павлович
- нап Хабаров, Петр Григорьевич
- Старший тренер: Геннадий Дмитриев

## 10. «Динамо» Таллин
- вр Крулль, Георг Петрович
- вр Лиив, Карл Карлович
- защ Кама, Леопольд Яанович
- защ Ряммаль, Олев Давидович
- защ Саар, Эльмар Юханович
- защ Юргенс, Эдгар Эдуардович
- нап Арен, Рейн Йоханнесович
- нап Ильвес, Эдгар Хугович
- нап Креэ, Эвальд Яанович
- нап Раудсепп, Юлиус Яанович
- нап Рюндва, Хельдур Юханович
- нап Ряммаль, Лембит Давидович (к)
- нап Сахрис, Харри Харальдович
- нап Силлак, Карл-Рудольф Карлович[англ.]
- Старший тренер: Эльмар Саар

## 11. «Динамо» Ленинград
- вр Забелин, Павел Александрович
- вр Янковский, Михаил Павлович
- защ Калинин, Борис Николаевич
- защ Ошенков, Олег Александрович
- защ Фёдоров, Валентин Васильевич
- нап Викторов, Анатолий Семёнович
- нап Живописцев, Николай Григорьевич
- нап Куни, Андрей Викторович
- нап Лотков, Василий Михайлович
- нап Стариков, Евгений Николаевич
- нап Фёдоров, Виктор Фёдорович
- нап Фёдоров, Дмитрий Васильевич
- Старший тренер: Валентин Фёдоров

## 12. «Спартак» Ужгород
- вр Лечко, Ференц
- вр Пфау, Ян Евгенович
- защ Ганзе, Людвик
- защ Ковач, Ф.
- защ Музика, В.
- защ Юхвид, Владимир
- нап Билак, Иосиф
- нап Дьерфи, Золтан Золтанович
- нап Ковач, Э.
- нап Крупанич, Иван
- нап Мартинек, Р.
- нап Тесар, Гейзе
- нап Юст, Эрнест Эрвинович
- Старший тренер: Гейзе Тесар